# Porothamnium ramosissimum
Porothamnium ramosissimum là một loài Rêu trong họ Neckeraceae. Loài này được (Hampe) M. Fleisch. miêu tả khoa học đầu tiên năm 1925.